# Ouest-France
Ouest-France (West-Frankreich) ist eine regional erscheinende französische Tageszeitung. Sie wurde 1944 von Paul Hutin-Desgrées gegründet.
Ihre direkte Vorgängerin war die ab 1899 erschienene L’Ouest-Éclair des katholischen Priesters Félix Trochu und von Emmanuel Desgrées du Loû.
Die Hauptredaktion von Ouest-France befindet sich in Rennes. Sie unterhält Regionalausgaben für die Regionen Basse-Normandie, Bretagne und Pays de la Loire sowie 42 Lokalbeilagen.
Die Gruppe Ouest-France hat 1.900 Mitarbeiter, darunter 570 Journalisten.

## Chefredakteure
- 1945–1968 Yves Le Dantec
- 1968–1986 Eugène Brulé
- 1986–1991 François-Xavier Alix
- 1991–2005 Didier Pillet
- 2005–2014 Jean-Luc Évin
- 2014–0000 François Xavier Lefranc